# Hyperbolische Paraboloidschale

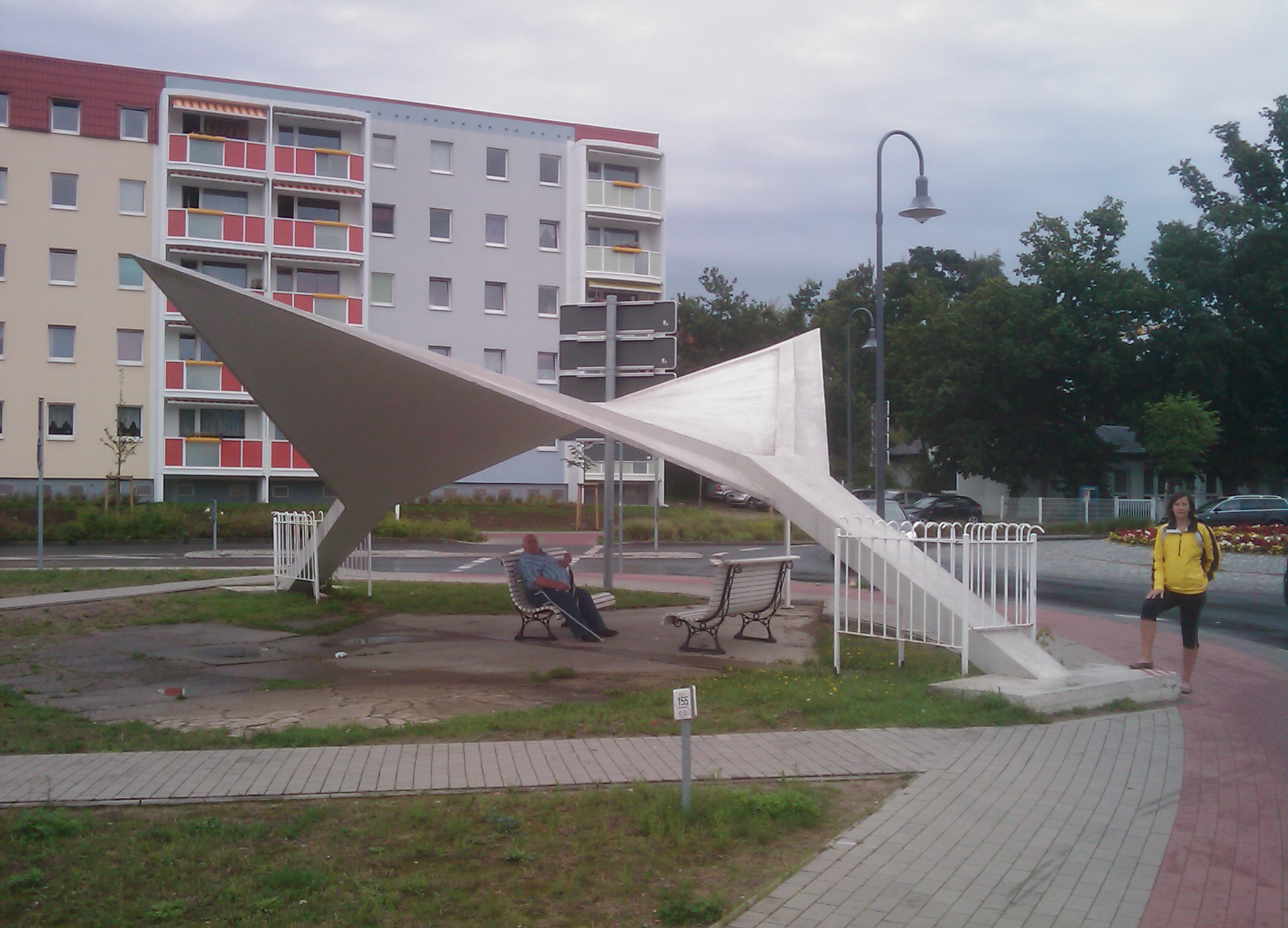
Eine Hyparschale in Binz, Geburtsort von Ulrich Müther und eines seiner ersten Werke von 1967

Die hyperbolische Paraboloidschale oder Hyparschale (Ulrich Müther) ist im Bauwesen eine Schale in der Form eines hyperbolischen Paraboloids – einer regelmäßig doppelt-gekrümmten Fläche, die sowohl Hyperbeln und Parabeln als auch Geraden enthält. Sie ist eine Sonderform der Sattelfläche, nicht zu verwechseln mit einem konventionellen Satteldach. Ebenfalls sollte man die Hyparschalen nicht mit den HP-Schalen von Herbert Müller und Wilhelm Silberkuhl verwechseln, deren Form sich aus der Fläche eines Hyperboloids ergibt.
Hyperbolische Paraboloidschalen werden fast ausschließlich für Dächer verwendet. Sie weisen in ihrer Geometrie Parallelen zu Seilnetzen auf und sind besonders leicht mit Hängedächern in der Form eines hyperbolischen Paraboloids zu verwechseln, etwa dem der stilprägenden Dorton Arena. Hyperbolische Paraboloidschalen sind aber meist aus Stahlbeton gefertigt und zählen in diesem Fall zu den Betonschalen. Auch gibt es wenige Schalenbauten aus Faserbeton und Nadelholzbrettern. Diesen Materialien kommt zugute, dass das hyperbolische Paraboloid zu den Regelflächen gehört, dass also durch jeden Punkt der Fläche eine – in diesem Fall sogar zwei – Geraden gehen, die ganz in der Fläche enthalten sind. Somit lassen sich hyperbolische Paraboloidschalen trotz ihrer Doppelkrümmung mit geraden, am besten schmalen Brettern einschalen oder direkt daraus herstellen. An den Rändern der an sich dünnen Schalen befinden sich je nach Konstruktion massive Träger, die sogenannten Randträger. Für die Dachdeckung kommen die unterschiedlichsten Materialien zum Einsatz.

## Geschichte
1928 meldete die Ingenieurin Tatjana M. Markowa ein sowjetisches Patent über Dächer an, deren Geometrie den Regeln des hyperbolischen Paraboloids folgten.
Das erste Schalentragwerk aus Stahlbeton in der Form eines hyperbolischen Paraboloids entwickelte und realisierte in den 1930er-Jahren Fernand Aimond (1902–1984). Aimond entwickelte schon 1932 eine Theorie der hyperbolischen Paraboloidschale und entwarf von 1934 bis 1939 mehrere Hyparschalen aus Stahlbeton für Flugzeughangare und Werkstattdächer für Flugplätze. Neben Aimond sind als weitere Pioniere Giorgio Baroni, Konrád Hruban (1893–1977), Félix Candela (1910–1997), Herbert Müller (1920–1995) und Ulrich Müther (1934–2007) zu nennen.

## Form
Ein Paraboloid hat nur hyperbolische Flächenpunkte, womit die gaußsche Krümmung negativ ist: {\displaystyle K<0}. Das Hyperbolische Paraboloid wird mathematisch wie folgt beschrieben:
{\displaystyle z=x^{2}-y^{2}}
Eine runde oder rechteckige Fläche wird von zwei gegenüberliegenden Tiefpunkten nach unten gekrümmt, während zwei sich gegenüberliegende Hochpunkte diese gebogene Fläche gegenläufig nach oben krümmen. Das Regenwasser fließt nicht mehr in einer Traufe ab, sondern sammelt sich an den Tiefpunkten des Daches.

Hyperbolisches Paraboloid mit Parabeln (schwarz) und Geraden (rot, blau). Bei horizontalen Schnitten entstehen Hyperbeln (nicht gezeichnet)
Hyperbolisches Paraboloid mit Geraden (schwarz)

## Statik
Bei hyperbolischen Paraboloidschalen bedarf es keiner tragenden Unterkonstruktion mehr (wie etwa einem Dachstuhl aus Pfetten oder Sparren), sondern die Schale ist Raumbegrenzung und tragende Konstruktion in einem; die Schale trägt sich und die Dachlast selbst.
Unterscheidung:
|                     | Hyparschale | Hängedach |
| ------------------- | --- | --- |
| Beispiel:           | (Gaststätte „Panorama“, 1972) | (Eisstadion in Prešov, 1962–1967) |
| Form:               | Beide Dächer haben die Form eines hyperbolischen Paraboloids, auch genannt „Sattelfläche“, weswegen sie im Englischen auch beide unter saddle roofs zusammengefasst werden. (Hängedächer können darüber hinaus auch andere Formen aufweisen.) | Beide Dächer haben die Form eines hyperbolischen Paraboloids, auch genannt „Sattelfläche“, weswegen sie im Englischen auch beide unter saddle roofs zusammengefasst werden. (Hängedächer können darüber hinaus auch andere Formen aufweisen.)                                                                                              |
| Statisches Prinzip: | Schale: Die ganze Dachfläche ist eine „homogene“ Schale. | Seilnetz und Randträger: Die Dachfläche besteht aus einer Dachhaut, die von einem Seilnetz getragen wird, welches zwischen den beiden mächtigen, etwas sichtbaren Randträgern aufgehängt ist. Beide „brauchen“ sich dabei gegenseitig: Die Randträger sorgen für die Spannung des Seilnetzes; das Seilnetz hindert die Träger am Umkippen. |
| Abmessungen:        | Hyparschalen erreichen fast nie die Ausmaße von Hängedächern. | Hängedächer haben in der Regel größere Abmessungen als Schalen und sind so auch bei großen Sport- oder Kongresshallen zu finden. |

## Bautechnik
Beim Trockenspritzverfahren wird mithilfe einer Spritzbeton-Maschine der Beton mit Druckluft auf den Bewehrungsstahl, einem Drahtnetz und deren Verschalung darunter aufgetragen (siehe Zeiss-Dywidag-Schalenbauweise). Dieses Verfahren ist auch als Torkretisieren bekannt (nach der Essener Firma Torkret), das 1919 von Carl Weber patentiert wurde. Der Vorteil dieser Methode liegt in dem geringeren Betonverbrauch und den damit dünneren Dachdecken.

## Beispiele
Es gibt verschiedene Merkmale, nach denen man Bauwerke mit hyperbolischen Paraboloidschalen unterscheiden kann:
- nach „Schalenart“ („homogen“ oder Gitter)
- nach dem Material der Schale (Stahlbeton, Textilbeton, Holz)
- nach Bauzeit
- nach Architekt (Candela, Müller, Müther etc.)
- nach der Anzahl an Hyperbolischen Paraboloiden (das geht von eins wie bei der Bushaltestelle in Binz, über drei wie beim Teepott bis zu zehn wie beim Faulerbad)
- nach der Art der äußeren Form des Daches im Grundriss: geschwungene Außenkanten (Kreis, Ellipse, wie eine Blüte etc.) oder gerade Außenkanten (Quadrat, Drachenviereck, auch mehrere davon aneinander gefügt)

Im Folgenden sind die Bauwerke zuerst nach der Schalenart, dann nach Material und innerhalb der Tabellen schließlich nach Bauzeit geordnet.

### „Homogene“ Schalen
Bei den hier „homogen“ genannten Schalen handelt es sich um solche aus einem durchgehenden Matarial, welches sowohl die Funktion der Raumbegrenzung (Wetterschutz) als auch die der Tragkonstruktion/Statik übernimmt. (Eine Eierschale wäre hierfür ein Beispiel aus der Natur, allerdings nicht in der Form eines hyperbolischen Paraboloids.)

#### Stahlbeton-Schalen
| Bild | Bezeichnung (Bauzeit)                                            | Architekt                                                 | Anz. | Beschreibung |
| ---- | ---------------------------------------------------------------- | --------------------------------------------------------- | ---- | --- |
|      | Casino de la Selva, Cuernavaca, Mexiko (1950er)                  | Félix Candela                                             | >5   | Dachform wie die einer mehrblättrigen Blüte, über isogonalem Grundriss. Auf dem ganzen Gelände gab es mehrere Schalenbauwerke, auf dem Bild links ist der Speisesaal zu sehen, dahinter ragt das Auditorium hervor.                                                                                             |
|      | Catalina American Baptist Church, Tucson, USA (1960–1961)        | Charles E. Cox (1921–1996)                                | 1    | rautenförmiger Grundriss, die Diagonalen: 33 und 16 Meter, eines der frühesten Beispiele einer hyperbolischen Paraboloidschale in den USA, immer noch als Kirche genutzt, nationales Baudenkmal |
|      | Sendegebäude Europe 1, Überherrn, Deutschland (1954-1955)        | Jean-François Guédy und Bernard Lafaille                  | 2    | Grundfläche: 86 × 46 m, maximale Höhe: 16 Meter |
|      | Lesesaal der Universitätsbibliothek Basel, Schweiz (1964-1965)   | Bauingenieur Heinz Hossdorf, Architekt Otto Heinrich Senn | 6    | Schalenüberdachung auf sechseckigem Grundriss in Form eines hyperbolischen Paraboloids im Grossen Lesesaal der Universitätsbibliothek Basel. |
|      | Gaststätte Inselparadies (1966)                                  | Ulrich Müther                                             | 4    | vier quadratische Hyparschalen. Nutzte Müther die Form des hyperbolischen Paraboloids sonst, um sie mit expressiven Dachspitzen auch nach außen zu tragen, sind die Hyparschalen hier so geklappt, dass sie eine Art Pilzschale mit gerader „Traufe“ bilden.                                                    |
|      | Doppelhalle der ehemaligen Ostseemesse in Rostock-Schutow (1966) | Ulrich Müther                                             | 1+1  | Grundriss: zwei um eine halbe Seitenlänge versetzte annähernde Quadrate |
|      | St. Hildegard in Limburg an der Lahn (1965–1967)                 | Walter Neuhäusser                                         | 2    | wahrscheinlich eine Stahlbetonschale |
|      | „Teepott“, Rostock-Warnemünde (1967–1968)                        | Ulrich Müther                                             | 3    | Dach in der Form eines „dreieckigen Kreises“ über kreisrundem Grundriss |
|      | Hyparschale Magdeburg (1969)                                     | Ulrich Müther                                             | 4    | quadratischer Grundriss, Mehrzweckhalle |
|      | Hyparschale, Templin (1967–1972)                                 | Ulrich Müther                                             | 1    | quadratischer Grundriss, ungenutzt |
|      | Ruderzentrum Blasewitz (1970–1972, saniert 2006)                 | Ulrich Müther                                             | 4    | quadratischer Grundriss |
|      | Gaststätte Panorama, Schwerin (1972)                             | Ulrich Müther                                             | 1    | quadratisches Dach über rundem Grundriss |
|      | Alsterschwimmhalle, Hamburg (1968–1973)                          | AG Horst Niessen Rolf Störmer, Walter Neuhäusser          | 2    | sechseckiger Grundriss (mit einer Ecke nach innen), Bauingenieur Jörg Schlaich bei Leonhardt & Andrä, Schalendiagonalen jeweils: 76,40 m und 56,20 m; Schalendicke: 8 cm Minimum; Im Unterschied zu den Müther-Bauten gibt es hier massive Randträger (Höhe an den Fußpunkten 2,40 m, an den Hochpunkten 70 cm) |
|      | Restaurant und Café „Seerose“, Potsdam (1982–1983)               | Ulrich Müther                                             | 8    | Dachform wie die einer achtblättrigen Blüte, über achteckigem Grundriss |
|      | Museum L’Oceanogràfic, Valencia, Spanien (1994–2002)             | Félix Candela                                             | 8    | Dachform wie die einer achtblättrigen Blüte, über kreisrundem Grundriss. Candela (1910–1997) erlebte die Fertigstellung bereits nicht mehr mit, es war sein letztes Werk. |

#### Faserbeton-Schalen
| Bild | Bezeichnung (Bauzeit)                                             | Architekt               | Anz. | Beschreibung |
| --- | ----------------------------------------------------------------- | ----------------------- | ---- | --- |
| \| Bild gesucht Die Wikipedia wünscht sich an dieser Stelle ein Bild. Motiv: links Falls du dabei helfen möchtest, erklärt die Anleitung, wie das geht. Bild siehe Quelle \| | Ausstellungspavillon BUGA 1977, Stuttgart (1977, abgerissen 1982) | Hans Luz, Jörg Schlaich | 8    | achteckiger Grundriss; acht identische, vorgefertigte u. tragende Hyparschalensegmente aus Glasfaserbeton ruhen auf acht Stahlkugeln als Lager; Schalendicke: 1 bis 1,2 cm(!); Spannweite: 26 m; Höhe: 5,67 m, Forschungsprojekt |
| Bild siehe Quelle |                                                                   |                         |      | |

#### Holzschalen
| Bild | Bezeichnung (Bauzeit)                       | Architekt                          | Anz. | Beschreibung |
| ---- | ------------------------------------------- | ---------------------------------- | ---- | --- |
|      | Church Army Chapel, London (1964–1965)      | Ernest Trevor Spashett (1923–1994) | 1    | Kapelle der Church Army (vergleichbar mit der Heilsarmee) in Blackheath. Die Schale besteht aus drei dünnen Holzschichten, die in verschiedenen Richtungen verlegt sind und miteinander verleimt und vernagelt sind, quadratischer Grundriss, Fotos vom Bau auf Commons |
|      | Faulerbad in Freiburg im Breisgau (1981–84) | Hans-Dieter Hecker (Freiburg)      | 10   | Das Hallenbad an der Dreisam hat ein Dach aus zehn hyperbolische Paraboloidschalen, die sich im Grundriss jeweils als drachenförmige Vierecke darstellen. Das Besondere an der Konstruktion ist das Material der Schale, die aus drei Lagen Holzbrettern (jeweils 22 mm dick und 12 cm breit) besteht, die miteinander vernagelt wurden. Die zwei äußeren Lagen sind in Richtung der Tiefpunkte verlegt und haben Bogenwirkung, während die mittlere quer liegt und als eine Art „Zugbewehrung“ fungiert. Die Schalen werden jeweils am Rand von Holzleimbindern gehalten, die auf Stahlbetonsäulen ruhen und mit Spannstahl gehalten werden. Das Schwimmbad erhielt 1984 den Hugo-Häring-Preis. |

### Gitterschalen
Bei den Gitterschalen übernimmt ein Gitter aus Stäben oder Trägern die Funktion der Statik (siehe Schale (Technische Mechanik)#Gitterschalen). Für die Raumbegrenzung gibt es eine flächige Schicht (Dachdeckung, Dachhaut).
| Bild | Bezeichnung (Bauzeit)                     | Architekt          | Anz.     | Material | Beschreibung |
| --- | ----------------------------------------- | ------------------ | -------- | -------- | --- |
| \| Bild gesucht Der Benutzer W like wiki good to know wünscht sich an dieser Stelle ein Bild vom Ort mit diesen Koordinaten. Motiv: Wohnhaus mit dem markanten Holzschalendach in der Form eines hyperbolischen Paraboloids Falls du dabei helfen möchtest, erklärt die Anleitung, wie das geht. Bild siehe Quelle \| | Wohnhaus in Lawrence (Kansas) (1956)      | Donald Dean        | 2        | Holz     | Frühes Beispiel eines Wohnhauses mit zwei quadratischen hyperbolisch paraboloiden Holzgitterschalen (wood lattice roof system).                                                     |
| | Bahnhof Tilburg, Niederlande (1957)       | Koen van der Gaast | 12 (2×6) | Stahl    | Das Dach besteht aus drei aneinander gereihten Quadraten, die jeweils aus vier hyperbolischen Paraboloidschalen bestehen, zwischen denen sich jeweils schmale Lichtbänder befinden. |
| | Musikpavillon in Freiburg im Breisgau (?) | ?                  | 1        | Holz     | Eine durch Holzlatten versteifte Gitterschale bzw. eine durch Rippen versteifte Holzschale                                                                                          |
| Bild siehe Quelle |                                           |                    |          |          | |

### Betonschale von Ulrich Müther, aberkeinHyperbolisches Paraboloid

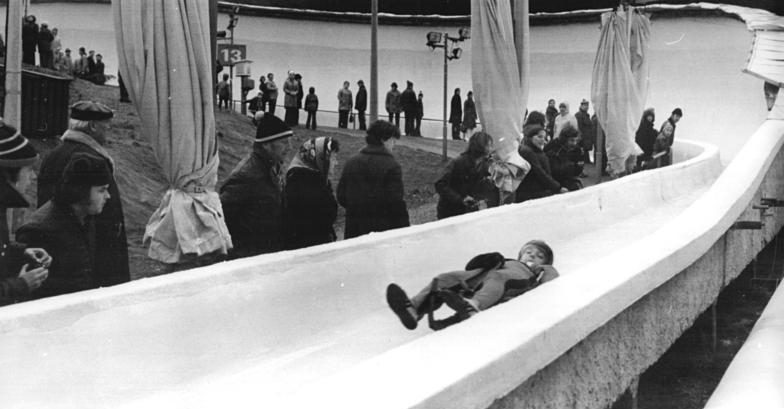
Rennrodelbahn Oberhof, Betonschale von Ulrich Müther, aber kein hyperbolisches Paraboloid

Ulrich Müther entwickelte 1969/70 für die Rennrodelbahn Oberhof das Nassspritzverfahren mit engmaschigem Drahtgewebe beiderseits des Bewehrungsstahls, womit auch ein schalungsloses Spritzbetonieren möglich wurde.

### HP-Schalen von Herbert Müller –hyperbolischeBetonschalen
Die Hyparschalen von Ulrich Müther werden manchmal mit den HP-Schalen des ebenfalls in der DDR wirkenden Architekten Herbert Müller (1920–1995) verwechselt. Bei beiden handelt es sich um Schalen aus Stahlbeton, deren Flächen doppelt gekrümmt sind. Bei den Schalen von Müller handelt es sich jedoch nicht um ein hyperbolisches Paraboloid, wie es vielleicht die Bezeichnung „HP-Schale“ vermuten lässt, sondern um ein Hyperboloid, auch „Rotationshyperboloid“ genannt. Ein weiterer Unterschied ist, dass die Hyparschalen von Müther vor Ort gegossen werden mussten (Ortbeton), wohingegen es sich bei den HP-Schalen um Stahlbetonfertigteile handelt.